# Éclipse lunaire du 30 décembre 2001
| Éclipse pénombrale de Lune du 30 décembre 2001                                     | Éclipse pénombrale de Lune du 30 décembre 2001   |
| ---------------------------------------------------------------------------------- | ------------------------------------------------ |
| La Lune passe d'ouest en est au travers de la zone sud de la pénombre de la Terre. |                                                  |
| Gamma                                                                              | 1,0731                                           |
| Magnitude                                                                          | 0,8933                                           |
| Localisation                                                                       | Est de l'Asie, Océan Pacifique, Amérique du Nord |
| Saros (membre de la série)                                                         | 144 (15 sur 71)                                  |
| Durée (h:min:s)                                                                    |                                                  |
| Phase pénombrale                                                                   | 4 h 3 min 32 s                                   |
| Contacts (UTC)                                                                     |                                                  |
| P1                                                                                 | 8:27:35                                          |
| Maximum                                                                            | 10:29:18                                         |
| P4                                                                                 | 12:31:07                                         |
|                                                                                    |                                                  |

L'éclipse lunaire du 30 décembre 2001 est une éclipse partielle de Lune par la pénombre de la Terre.
C'était la dernière des trois éclipses lunaires de 2001.